# Dendrobium moniliforme
Espèce
Dendrobium moniliforme est une espèce d'orchidées du genre Dendrobium originaire d'Asie.
Elle est déjà cultivée sous la dynastie Zhou, ainsi que par la noblesse japonaise du XVIIIe siècle pour son parfum.